# Течност
Течността е едно от трите класически агрегатни състояния на веществото.
При обикновени условия течностите имат собствен обем, но нямат определена форма, а приемат формата на съда, в който се намират. Те са флуиди. Притежават много малка свиваемост, обикновено голяма флуидност (течливост) и молекулите им могат лесно да се преместват една спрямо друга. На границата с другите тела т.нар. молекулни сили се проявяват като повърхностно напрежение.
Течностите притежават някои свойства както на твърдите, така и на газообразните вещества. При определени условия настъпва втвърдяване или изпарение. Вещество в течно състояние съществува само в определен интервал от температури, под долната граница на който преминава в твърдо състояние вследствие кристализация, а над горната граница – в газообразно. Тези граници зависят от налягането. Като правило, веществото в течно състояние има само една модификация, затова течностите са не само агрегатно състояние, но и термодинамична фаза.
Делят се на чисти течности и смеси. Само два химични елементи са течности при стайна температура – живак и бром. Най-важната течност от смесите е водата, която е от съществено значение за поддържане живота на Земята. Други примери за смеси са морската вода и кръвта. Течностите играят ролята и на разтворители.
Освен обикновените течности, които в голямата част са изотропни, съществуват и т. нар. течни кристали – течност с постоянна анизотропия на някои техни физични свойства.

## Характеристики и свойства

### Плътност и обем
Количеството течност често се измерва в единици за обем. Това включва единицата в SI кубичен метър (m3) и подединиците му като кубичен дециметър или кубичен сантиметър (равен на един милилитър: 1 cm3 = 1 mL = 0,001 L = 10−6 m3), както и извънсистемната единица литър (1 dm3 = 1 L = 0,001 m3).
Обемът на една течност зависи от температурата и налягането. Течностите като правило се разширяват при нагряване и се свиват при охлаждане. Едно от най-известните изключения е водата между 0 °C и 4 °C.
В гравитационно поле течностите упражняват налягане на стените на съда във всички посоки, като налягането нараства с дълбочината. Налягането p, на дълбочина z, се дава с уравнението:
{\displaystyle p=\rho gz\,}
където:
{\displaystyle \rho \,} е плътността на течността която се предполага постоянна; течностите имат по-висока плътност от тази на газовете, но по-ниска от тази на твърдите тела;
{\displaystyle g\,} е земното ускорение.
На всяко потопено в течност тяло действа силата на Архимед, която е причина за плаваемостта.

### Повърхностно напрежение
Повърхностното напрежение е термодинамична характеристика, която се проявява само при течностите. То определя степента на сцепление между отделните молекули на повърхността. Най-общо това е силата на повърхността на течността, която се стреми да намали площта на тази повърхност. Повърхностното напрежение е ефект, който създава условия повърхностният слой да се държи като еластичен, разтеглив лист и по тази причина позволява на насекоми (например комари), а също така на малки метални предмети (като стотинки или игли) да се задържат на повърхността.
В живите организми колкото по-ниско е повърхностното напрежение, толкова по-висока е разтворителната способност на течностите, което улеснява транспортните им функции.

### Дифузия
Дифузията представлява взаимно проникване на течности вследствие на хаотичното движение на изграждащите ги частици.
Освен при газовете, дифузията се наблюдава и при допир между две течности, а дори при допир между две твърди тела. Дифузията може да се ускори чрез повишаване на температурата, тъй като се увеличава скоростта на хаотичното движение на частиците. Дифузията е пренос на маса, което води до изравняване на концентрациите.

### Смесване
Някои течности се смесват добре, докато други – не. Пример за две течности, които не се смесват, са олио и вода. Пример за такива, които се смесват добре, са вода и алкохол. По принцип течностите в една смес могат да бъдат разделени с помощта на фракционна дестилация.

### Течливост
Едно от основните свойства на течностите е течливостта (или флуидността). Ако към течността, която се намира в равновесие, се приложи макар и много малка външна сила, възниква поток от частици в тази посока и течността започва да тече. Флуидността няма граница и се дължи на факта, че позициите на атомите в една течност не са постоянни.

### Вискозитет
Вискозитетът е мярка за съпротивлението на течност срещу преместването на едни негови пластове спрямо други. Възприема се като вид гъстота или съпротивление при изливане. Същността му се състои във вътрешното съпротивление на течността да изтича и може да бъде считан като мярка за силите на вътрешно триене. За пример може да се посочи водата, която има нисък вискозитет и се излива лесно в сравнение с растително или машинно масло, които текат трудно.

## Приложения
Течностите имат широка и разнообразна употреба като смазки, разтворители и охладители, а също така и в хидравликата.
Смазки, като например течно масло, се използват заради високия си вискозитет и ниска течливост, които са подходящи за работа при определени температурни граници. Маслата се използват често в двигатели, при работа с метали, в хидравлични системи и други.
Много от течностите се използват като разтворители, за разтваряне на други течности или твърди вещества. Разтвори се използват за най-различни цели и нужди – бои, лепила и други. Керосинът и ацетонът се използват за почистване в индустрията на масло, мазнини, катран и смола. Повърхностно активни вещества се използват се използват при сапуните и перилните препарати. Алкохолът се използва като дезинфекционно средство, в козметиката, мастилото и в хранителната промишленост за екстракция на растително олио.
Течностите имат по-добра топлинна проводимост от газовете. Заедно със способността им да текат правят възможно отвеждането на топлина от дадени компоненти. Топлината може да бъде отведена с помощта на топлообменник, като радиатор, или топлината може да бъде отнета по време на изпарение. Вода или гликоли се използват като охладители за да предпазят двигателите от прегряване. Охладителите, използвани в ядрени реактори са вода или течни метали като натрий и бисмут. Течностите се използват и като гориво, и като охладители на ракетите. Различни масла и вода се използват в индустрията като охладители.
Течностите са основни компоненти в хидравличните системи, основани на закона на Паскал. Така например помпи и водни колела са използвани за превръщането на силата на водата в механична работа от древни времена. Хидравлични устройства могат да се намерят в спирачките и трансмисията на кола, тежки строителни машини и в контролните системи на самолетите. Хидравлични преси се използват за поправка на машини, вдигане на тежести, пресоване и други.
Течности се използват и в измерителни уреди. Такъв пример е термометърът, който използва принципа на топлинното разширение на течности, комбинирано със способността им да текат, за да показва температурата. Манометърът се използва често за мерене на атмосферното налягане. Той използва тежестта на течността, за да показва налягането.